# Felipa de Montcada
Felipa de Montcada va ser una nobla catalana del segle xii.
Membre de la important família Montcada, era filla del senyor de Tortosa Ramon I de Montcada i de Montcada i de la seva esposa Ramona de Tornamira. Va ser comtessa de Foix per la seva unió amb Ramon Roger I de Foix, amb qui es va casar l'any 1189.
Felipa era creient càtara.
Amb Ramon Roger I de Foix va tenir tres fills:
- Roger Bernat, que després de la mort del seu pare esdevindrà comte de Foix
- Amalric
- Cecília, que es va casar el 1224 amb Bernat V, comte de Comenge.[3]